# Elecciones legislativas de la República Árabe Saharaui Democrática de 2020
Las elecciones legislativas de la República Árabe Saharaui Democrática de 2020 se celebraron los días 8 y 9 de marzo de 2020 para elegir a 52 de los 53 miembros del Consejo Nacional Saharaui, el parlamento unicameral de la RASD. Más de 100.000 saharauis se registraron para votar, con 145 candidatos compitiendo en las elecciones.

## Sistema electoral
Las elecciones legislativas en la República Árabe Saharaui Democrática se organizan principalmente con un voto único e intransferible, ya que los saharauis obtienen un voto al marcar una casilla junto a la cara del candidato en la papeleta. Los miembros son elegidos por un período de tres años por sufragio universal directo.
Se eligen 35 escaños en distritos electorales basados en las wilayas (o regiones) en las que se dividen los campos de refugiados saharauis, mientras que siete escaños se eligen en distritos electorales basados en las siete regiones militares en las que se dividen los territorios liberados saharauis y otros tres se eligen en representación de soldados del Ejército de Liberación Popular Saharaui (EPLS) en libertad.
Tres miembros son elegidos en representación de tres ramas del Frente Polisario: uno en representación de la Unión Nacional de Mujeres Saharauis (UNMS), uno en representación de la Unión de la Juventud de Saguía el Hamra y Río de Oro (UJSARIO) y uno en representación de la Union General de Trabajadores de Saguia el Hamra y Río de Oro (UGTSARIO). Los 5 escaños finales son elegidos por los miembros del Consejo Consultivo, un órgano consultivo del presidente de la RASD.

## Resultados
Dado que la RASD en un Estado unipartidista, el Frente Polisario fue la única organización que participó en los comicios y en consecuencia obtuvo la totalidad de escaños.

## Consecuencias
Hamma Salama, miembro del Secretariado Nacional del POLISARIO, fue elegido Presidente del Consejo Nacional Saharaui el 17 de marzo. Salama ganó la votación contra el ministro de Transporte y Energía Salek Baba Hasana.